# Lucanus tsukamotoi
Lucanus tsukamotoi es una especie de coleóptero de la familia Lucanidae.

## Distribución geográfica
Habita en Tailandia.